# Sara Sankey
Sara Louise Sankey (* 29. September 1967 in Southport, geborene Sara Halsall) ist eine ehemalige englische Badmintonspielerin. 

## Karriere
Sara Sankey gewann sowohl 1986 als auch 1992 Bronze bei der Europameisterschaft im Damendoppel. Bei Olympia 1992 wurde sie Neunte, ebenfalls im Doppel.

## Erfolge
| Saison | Veranstaltung                             | Disziplin   | Platz | Name                          |
| ------ | ----------------------------------------- | ----------- | ----- | ----------------------------- |
| 1985   | Junioren-Europameisterschaft              | Damendoppel | 2     | Sara Halsall / Debbie Hore    |
| 1985   | England: Einzelmeisterschaft der Junioren | Dameneinzel | 1     | Sara Halsall                  |
| 1985   | Welsh International                       | Damendoppel | 1     | Karen Beckman / Sara Halsall  |
| 1986   | Welsh International                       | Damendoppel | 1     | Karen Beckman / Sara Halsall  |
| 1986   | Europameisterschaft                       | Damendoppel | 3     | Karen Beckman / Sara Halsall  |
| 1987   | Carlton-Intersport-Cup                    | Damendoppel | 1     | Fiona Elliott / Sara Halsall  |
| 1987   | Irish Open                                | Damendoppel | 1     | Kartin Beckman / Sara Halsall |
| 1987   | Welsh International                       | Damendoppel | 1     | Fiona Elliott / Sara Halsall  |
| 1988   | Dutch Open                                | Damendoppel | 1     | Gillian Clark / Sara Sankey   |
| 1988   | Scottish Open                             | Damendoppel | 1     | Gillian Clark / Sara Sankey   |
| 1988   | Welsh International                       | Damendoppel | 1     | Karin Beckman / Sara Sankey   |
| 1989   | Welsh International                       | Damendoppel | 1     | Karen Chapman / Sara Sankey   |
| 1991   | Canadian Open                             | Damendoppel | 1     | Gillian Gowers / Sara Sankey  |
| 1991   | Dutch Open                                | Damendoppel | 1     | Gillian Gowers / Sara Sankey  |
| 1992   | Europameisterschaft                       | Damendoppel | 3     | Sara Sankey / Gillian Gowers  |
| 1992   | Dutch Open                                | Mixed       | 1     | Dave Wright / Sara Sankey     |
| 1992   | Welsh International                       | Damendoppel | 1     | Julie Bradbury / Sara Sankey  |
| 1997   | Scottish Open                             | Damendoppel | 1     | Ella Miles / Sara Sankey      |
| 1997   | Welsh International                       | Damendoppel | 1     | Sara Sankey / Ella Miles      |
| 1997   | Welsh International                       | Mixed       | 1     | James Anderson / Sara Sankey  |
| 1999   | England: Einzelmeisterschaften            | Damendoppel | 1     | Sara Sankey / Ella Miles      |
| 1999   | Portugal International                    | Damendoppel | 1     | Sara Sankey / Ella Miles      |
| 2000   | England: Einzelmeisterschaften            | Damendoppel | 1     | Sara Sankey / Ella Miles      |
| 2001   | Welsh International                       | Damendoppel | 1     | Sara Sankey / Ella Miles      |
| 2001   | Portugal International                    | Damendoppel | 1     | Ella Miles / Sara Sankey      |
| 2002   | Swiss Open                                | Mixed       | 3     | Anthony Clark / Sara Sankey   |

## Referenzen
- Turnierergebnisse
- Statistiken des englischen Verbandes
- Sara Sankey in der Datenbank von Olympedia.org (englisch)

| Personendaten    | Personendaten                                            |
| ---------------- | -------------------------------------------------------- |
| NAME             | Sankey, Sara                                             |
| ALTERNATIVNAMEN  | Sankey, Sara Louise; Halsall, Sara Louise; Halsall, Sara |
| KURZBESCHREIBUNG | englische Badmintonspielerin                             |
| GEBURTSDATUM     | 29. September 1967                                       |
| GEBURTSORT       | Southport                                                |